# Gran Hermano (decima edizione)
La decima edizione del reality show Gran Hermano è andata in onda in diretta in prima serata su Telecinco dal 21 settembre 2008 al 22 gennaio 2009. È durata 124 giorni, ed è stata condotta per la nona da Mercedes Milá.
Come ogni anno, la casa fu radicalmente modificata. Il primo giorno infatti, alcuni concorrenti entrarono in una casa simile a quella del Gran Hermano 1, mentre Gema e Carlos F. entrarono nella casa vera e propria. Ogni settimana i coinquilini della casa del GH1 nominavano due concorrenti da mandare al televoto: il pubblico decideva chi doveva entrare nella casa del GH10 e chi deve essere eliminato (tale meccanismo durò fino alla settimana 7, quando per un errore del Gran Hermano, i concorrenti scoprirono l’esistenza dell’altra casa
L'edizione è stata vinta da Ivan Madrazo, che si è aggiudicato il montepremi di € 300.000

## Scambio di concorrenti
Per la prima volta c'è stato un cross-over tra edizioni, quella spagnola con quella italiana, il Grande Fratello (trasmesso da Canale 5, facente parte di Mediaset). A due concorrenti, Doroti Polito e Leonia Coccia, che avrebbero dovuto partecipare alla nona edizione italiana, è stato fatto credere di essere state selezionate per l'edizione spagnola, così sono subito partite per Madrid ed entrate nella casa del Gran Hermano, dove sono state accolte dai concorrenti del posto, in gioco già da 15 settimane. In realtà le due concorrenti italiane sono entrate a far parte del Grande Fratello nella puntata del 12 gennaio 2009 quando la conduttrice Alessia Marcuzzi si è collegata con la Spagna e ha svelato loro tutta la verità. In seguito tra le due è stato aperto un televoto e il pubblico italiano ha deciso chi sarebbe entrata all'interno della casa. La vincitrice, Leonia Coccia, è tornata in Italia il 14 gennaio ed è entrata a far parte del programma nel corso della seconda puntata del 19 gennaio 2009, per l'altra, invece, Doroti Polito, il reality è giunto al termine.

## Concorrenti
L'età dei concorrenti si riferisce al momento dell'ingresso nella casa.
| Concorrente              | Età     | Professione                        | Luogo di nascita | Stato                |
| ------------------------ | ------- | ---------------------------------- | ---------------- | -------------------- |
| Ivan Madrazo             | 35 anni | Uomo d’affari, modello             | Cantabria        | Vincitore            |
| Orlando Breyner          | 28 anni | Showman                            | Valencia         | Secondo classificato |
| Almudena Martinez        | 24 anni | Cassiera                           | Murcia           | Terza classificata   |
| Lizfanny “Liz” Emiliano  | 24 anni | Modella                            | Gipuzkoa         | Eliminata            |
| Julio “Julito” González  | 28 anni | Poliziotto                         | Tenerife         | Eliminato            |
| Javier Palomares         | 23 anni | Musicista                          | Ciudad Real      | Eliminato            |
| Ana Toro                 | 36 anni | Pubblicista                        | Granada          | Espulsa              |
| Mirentxu Álvarez         | 69 anni | Pensionata                         | Gipuzkoa         | Eliminata            |
| Gema Zafra               | 26 anni | Disoccupata                        | Barcellona       | Eliminata            |
| Eva Freire               | 24 anni | Cameriera                          | La Coruña        | Eliminata            |
| Carlos Fernández         | 28 anni | Saldatore                          | Barcellona       | Eliminato            |
| Gisela Betacort          | 22 anni | Modella                            | Tenerife         | Eliminata            |
| Estefania “Nani” Sanchez | 22 anni | Disoccupata                        | Madrid           | Eliminata            |
| Dolores “Loli” Fernández | 26 anni | Studentessa di biologia, estetista | Granada          | Eliminata            |
| Carlos Hoya              | 31 anni | Agente immobiliare                 | Cantabria        | Eliminato            |
| Jie Li                   | 23 anni | Commessa                           | Madrid           | Eliminata            |
| Raquel Gomez             | 33 anni | Hostess                            | La Coruña        | Eliminata            |
| Germán Ramirez           | 37 anni | Presentatore televisivo            | Barcellona       | Eliminato            |

### Ospiti nella casa
| Ospite        | Permanenza     | Professione | Luogo di nascita  |
| ------------- | -------------- | ----------- | ----------------- |
| Doroti Polito | Giorni 101-103 | -           | Italia (bandiera) |
| Leonia Coccia | Giorni 101-103 | Macellaia   | Roma              |

## Tabella delle nomination
La tabella non indica la settimana 7 nella quale non ci sono nomination, perché esse sono state fatte nella settimana 6
|                  | Settimana 1              | Settimana 1            | Settimana 2              | Settimana 3           | Settimana 4                | Settimana 5           | Settimana 6                | Settimana 8                    | Settimana 9              | Settimana 10            | Settimana 11                 | Settimana 12                | Settimana 13          | Settimana 14          | Settimana 15          | Settimana 16          | Settimana 17          | Ultima settimana      | Numero totale di nomination |
| Giorno 1         | Giorno 3                 | Giorno 10              | Giorno 17                | Giorno 24             | Giorno 31                  | Giorno 38             | Giorno 52                  | Giorno 59                      | Giorno 66                | Giorno 73               | Giorno 80                    | Giorno 87                   | Giorno 94             | Giorno 101            | Giorno 109            | Giorno 117            | Giorno 124            |                       | Numero totale di nomination |
| ---------------- | ------------------------ | ---------------------- | ------------------------ | --------------------- | -------------------------- | --------------------- | -------------------------- | ------------------------------ | ------------------------ | ----------------------- | ---------------------------- | --------------------------- | --------------------- | --------------------- | --------------------- | --------------------- | --------------------- | --------------------- | --------------------------- |
| Ivan             | Niente nomination        | Mirentxu, Carlos H.    | Mirentxu, Gisela         | Casa GH10             | Casa GH10                  | Casa GH10             | Gema, Carlos F., Carlos H. | Orlando, Almudena, Loli        | Loli, Nani, Carlos F.    | Nani, Carlos F., Javier | Gisela, Carlos F., Mirentxu  | Almudena                    |                       |                       |                       |                       |                       |                       |                             |
| Orlando          | Niente nomination        | Casa GH10              | Casa GH10                | Casa GH10             | Casa GH10                  | Casa GH10             | Gisela, Carlos H., Loli    | Ivan, Carlos F., Nani          | Julio, Loli, Mirentxu    | Mirentxu, Julio, Javier | Mirentxu, Liz, Gisela        | Almudena                    |                       |                       |                       |                       |                       |                       |                             |
| Almudena         | Niente nomination        | Ana, Carlos H.         | Raquel, Ivan             | Ana, Jie Li           | Casa GH10                  | Casa GH10             | Javier, Ivan, Nani         | Nani, Mirentxu, Javier         | Nani, Loli, Mirentxu     | Nani, Mirentxu, Javier  | Mirentxu, Javier, Orlando    | Ivan                        |                       |                       |                       |                       |                       |                       |                             |
| Liz              | Non in casa              | Non in casa            | Non in casa              | Non in casa           | Non in casa                | Casa GH1              | Casa GH1                   | Mirentxu, Javier, Julio        | Gisela, Nani, Loli       | Nani, Gisela, Mirentxu  | Gisela, Orlando, Mirentxu    | Julio                       |                       |                       |                       |                       |                       |                       |                             |
| Julio            | Niente nomination        | Eva, Carlos H.         | Ivan, Raquel             | Almudena, Gisela      | Gisela, Javier             | Casa GH1              | Casa GH1                   | Carlos H., Orlando             | Loli, Nani, Orlando      | Gisela, Nani, Ivan      | Mirentxu, Orlando, Gisela    | Mirentxu                    |                       |                       |                       |                       |                       |                       |                             |
| Javier           | Niente nomination        | Carlos H., Gisela      | Gisela, Almudena         | Almudena, Gisela      | Jie Li, Mirentxu           | Casa GH10             | Ivan, Gema, Carlos F.      | Liz, Carlos H., Orlando        | Loli, Orlando, Carlos F. | Almudena, Ivan,Gisela   | Mirentxu, Orlando, Carlos F. | Mirentxu                    |                       |                       |                       |                       |                       |                       |                             |
| Ana              | Niente nomination        | Almudena, Eva          | Ivan, Raquel             | Almudena, Loli        | Eliminata (giorno 24)      | Eliminata (giorno 24) | Eliminata (giorno 24)      | Eliminata (giorno 24)          | Eliminata (giorno 24)    | Eliminata (giorno 24)   | Eliminata (giorno 24)        | Eliminata (giorno 24)       |                       |                       |                       |                       |                       |                       |                             |
| Mirentxu         | Niente nomination        | Carlos H, Eva          | Ivan, Raquel             | Jie Li, Almudena      | Jie Li, Julio              | Casa GH1              | Casa GH1                   | Ivan, Orlando, Nani            | Ivan, Orlando, Nani      | Ivan, Almudena, Nani    | Almudena, Ivan, Carlos F.    | Javier                      |                       |                       |                       |                       |                       |                       |                             |
| Gema             | Casa GH10                | Casa GH10              | Casa GH10                | Casa GH10             | Casa GH10                  | Casa GH10             | Ivan, Gisela, Javier       | Eliminata (giorno 52)          | Eliminata (giorno 52)    | Eliminata (giorno 52)   | Eliminata (giorno 52)        | Eliminata (giorno 52)       |                       |                       |                       |                       |                       |                       |                             |
| Eva              | Niente nomination        | Gisela, Carlos H.      | Eliminata (giorno 10)    | Eliminata (giorno 10) | Eliminata (giorno 10)      | Eliminata (giorno 10) | Eliminata (giorno 10)      | Eliminata (giorno 10)          | Eliminata (giorno 10)    | Eliminata (giorno 10)   | Eliminata (giorno 10)        | Eliminata (giorno 10)       |                       |                       |                       |                       |                       |                       |                             |
| Carlos F.        | Casa GH10                | Casa GH10              | Casa GH10                | Casa GH10             | Casa GH10                  | Casa GH10             | Ivan, Gisela, Javier       | Ivan, Orlando, Nani            | Ivan, Mirentxu, Loli     | Ivan, Liz, Almudena     | Ivan, Liz, Mirentxu          | Orlando                     |                       |                       |                       |                       |                       |                       |                             |
| Gisela           | Niente nomination        | Eva, Ivan              | Raquel, Julio            | Ana, Loli             | Javier, Mirentxu           | Casa GH10             | Gema, Nani, Carlos F.      | Liz, Ivan                      | Liz, Loli, Mirentxu      | Liz, Ivan, Orlando      | Ivan, Liz, Mirentxu          | Eliminata (giorno 80)       | Eliminata (giorno 80) | Eliminata (giorno 80) | Eliminata (giorno 80) | Eliminata (giorno 80) | Eliminata (giorno 80) | Eliminata (giorno 80) | 37                          |
| Estefania “Nani” | Non in casa              | Non in casa            | Non in casa              | Non in casa           | Non in casa                | Casa GH10             | Ivan, Almudena, Gisela     | Ivan, Julio, Mirentxu          | Loli, Liz, Mirentxu      | Ivan, Liz, Almudena     | Eliminata (giorno 73)        | Eliminata (giorno 73)       | Eliminata (giorno 73) | Eliminata (giorno 73) | Eliminata (giorno 73) | Eliminata (giorno 73) | Eliminata (giorno 73) | Eliminata (giorno 73) | 32                          |
| Dolores “Loli”   | Niente nomination        | Eva, Almudena          | Mirentxu, Julio          | Ana, Julio            | Casa GH10                  | Casa GH10             | Nani, Gisela, Ivan         | Mirentxu, Liz, Ivan            | Ivan, Mirentxu, Liz      | Eliminata (giorno 66)   | Eliminata (giorno 66)        | Eliminata (giorno 66)       | Eliminata (giorno 66) | Eliminata (giorno 66) | Eliminata (giorno 66) | Eliminata (giorno 66) | Eliminata (giorno 66) | Eliminata (giorno 66) | 24                          |
| Carlos H.        | Niente nomination        | Ivan, Almudena         | Casa GH10                | Casa GH10             | Casa GH10                  | Casa GH10             | Ivan, Orlando, Javier      | Ivan, Liz, Orlando             | Eliminato (giorno 59)    | Eliminato (giorno 59)   | Eliminato (giorno 59)        | Eliminato (giorno 59)       | Eliminato (giorno 59) | Eliminato (giorno 59) | Eliminato (giorno 59) | Eliminato (giorno 59) | Eliminato (giorno 59) | Eliminato (giorno 59) | 8                           |
| Jie              | Niente nomination        | Carlos H., Gisela      | Raquel, Ivan             | Almudena, Loli        | Gisella, Jie Li            | Eliminata (giorno 31) | Eliminata (giorno 31)      | Eliminata (giorno 31)          | Eliminata (giorno 31)    | Eliminata (giorno 31)   | Eliminata (giorno 31)        | Eliminata (giorno 31)       | Eliminata (giorno 31) | Eliminata (giorno 31) | Eliminata (giorno 31) | Eliminata (giorno 31) | Eliminata (giorno 31) | Eliminata (giorno 31) | 4                           |
| Raquel           | Niente nomination        | Almudena, Gisela       | Mirentxu, Ana            | Eliminata (giorno 17) | Eliminata (giorno 17)      | Eliminata (giorno 17) | Eliminata (giorno 17)      | Eliminata (giorno 17)          | Eliminata (giorno 17)    | Eliminata (giorno 17)   | Eliminata (giorno 17)        | Eliminata (giorno 17)       | Eliminata (giorno 17) | Eliminata (giorno 17) | Eliminata (giorno 17) | Eliminata (giorno 17) | Eliminata (giorno 17) | Eliminata (giorno 17) | 5                           |
| Germán           | Niente nomination        | Eliminato (giorno 3)   | Eliminato (giorno 3)     | Eliminato (giorno 3)  | Eliminato (giorno 3)       | Eliminato (giorno 3)  | Eliminato (giorno 3)       | Eliminato (giorno 3)           | Eliminato (giorno 3)     | Eliminato (giorno 3)    | Eliminato (giorno 3)         | Eliminato (giorno 3)        | Eliminato (giorno 3)  | Eliminato (giorno 3)  | Eliminato (giorno 3)  | Eliminato (giorno 3)  | Eliminato (giorno 3)  | Eliminato (giorno 3)  | 0                           |
| Note             | [ 1 ]                    | [ 2 ]                  | [ 2 ]                    | [ 2 ]                 | [ 2 ]                      | [ 3 ]                 | [ 4 ]                      | [ 4 ]                          | [ 4 ]                    | [ 5 ]                   |                              |                             |                       |                       |                       |                       |                       |                       |                             |
| Nominati         | Tutti i coinquilini      | Eva, Carlos H.         | Ivan, Raquel             | Almudena, Ana, Loli   | Gisela, Jie Li             | nessuno               | Gema, Gisela, Ivan         | Carlos H., Ivan, Liz, Mirentxu | Loli, Ivan, Liz          | Nani, Liz, Ivan         | Gisela, Ivan, Mirentxu       | Carlos F., Liz, Orlando     |                       |                       |                       |                       |                       |                       |                             |
| Ritirati         |                          |                        |                          |                       |                            |                       |                            |                                |                          |                         |                              |                             |                       |                       |                       |                       |                       |                       |                             |
| Espulsi          |                          |                        |                          |                       |                            |                       |                            |                                |                          |                         |                              |                             |                       |                       |                       |                       |                       |                       |                             |
| Eliminati        | Germán 23% per eliminare | Eva. 59% per eliminare | Raquel 51% per eliminare | Ana 48%per eliminare  | Jie Li. 59 % per eliminare | nessuno               | Gema 56% per eliminare     | Carlos H. 55% per eliminare    | Loli. 62% per eliminare  | Nani 70% per elimnare   | Gisela 58% per eliminare     | Carlos F. 67% per eliminare |                       |                       |                       |                       |                       |                       |                             |

## Ascolti
| Puntata    | Messa in onda     | Telespettatori | Share  |
| ---------- | ----------------- | -------------- | ------ |
| 1ª         | 21 settembre 2008 | 4.517.000      | 29,2%  |
| 2ª         | 23 settembre 2008 | 3.347.000      | 26%    |
| 3ª         | 30 settembre 2008 | 3.487.000      | 27,6%  |
| 4ª         | 7 ottobre 2008    | 3.734.000      | 23,9%  |
| 5ª         | 14 ottobre 2008   | 3.488.000      | 24,2%  |
| 6ª         | 21 ottobre 2008   | 4.092.000      | 29,9%  |
| 7ª         | 28 ottobre 2008   | 3.817.000      | 26,7%  |
| 8ª         | 4 novembre 2008   | 3.542.000      | 23,4%  |
| 9ª         | 11 novembre 2008  | 3.828.000      | 26,7%  |
| 10ª        | 18 novembre 2008  | 3.920.000      | 27,3%  |
| 11ª        | 25 novembre 2008  | 3.670.000      | 25%    |
| 12ª        | 2 dicembre 2008   | 3.579.000      | 23,7%  |
| 13ª        | 9 dicembre 2008   | 3.825.000      | 24,8%  |
| 14ª        | 16 dicembre 2008  | 3.409.000      | 22,7%  |
| 15°        | 23 dicembre 2008  | 3.773.000      | 25,5%  |
| 16°        | 30 dicembre 2008  | 3.813.000      | 25,7%  |
| 17°        | 7 gennaio 2009    | 3.598.000      | 24,5%  |
| Semifinale | 15 gennaio 2009   | 3.687.000      | 23,7%  |
| Finale     | 22 gennaio 2009   | 4.763.000      | 31,5%  |
| Media      | Media             | 3.783.000      | 25,89% |